# Даниел Гергов
Даниел Цветомиров Гергов е български футболист, който играе за Спартак (Плевен) като ляв защитник. Роден е на 8 април 1997 г.